# تردنخیمنو
تُرِدُنخیمِنو (به اسپانیایی: Torredonjimeno) یکی از دهستان‌های استان خائن در کشور اسپانیا است. این شهر با مساحت ۱۵۷ کیلومتر مربع، ۱۴۱۲۶ تن جمعیت دارد.